# Burkinisch-deutsche Beziehungen
Burkina Faso und Deutschland unterhalten seit 1960 diplomatische Beziehungen.

## Diplomatie

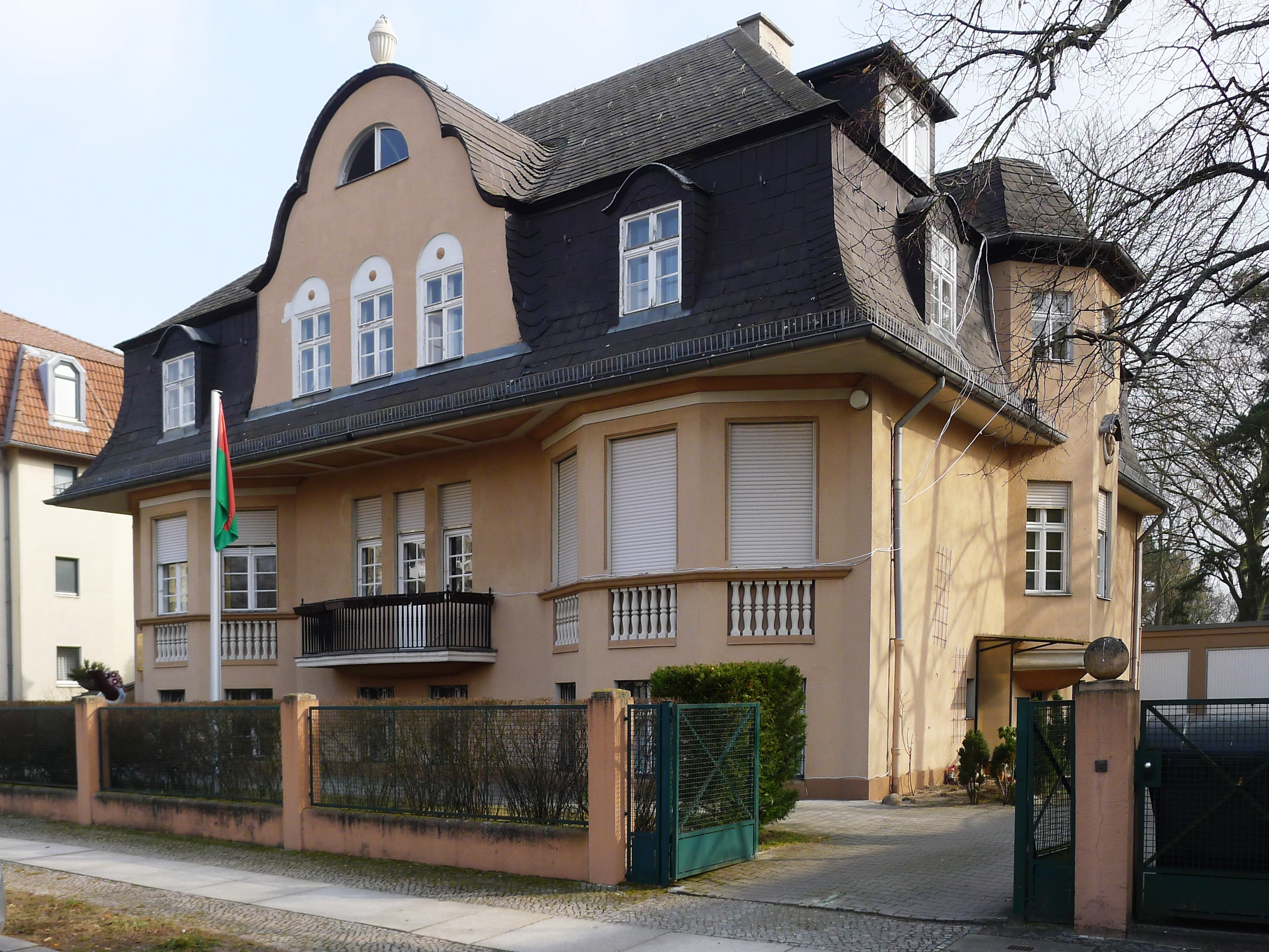
Botschaft von Burkina Faso in Berlin (2014)

Burkina Faso erlangte am 5. August 1960 die Unabhängigkeit von Frankreich und hieß anfangs bis 1984 Obervolta. Die Deutsche Botschaft Ouagadougou wurde am 31. Januar 1963 eröffnet. Deutscher Botschafter ist Andreas Pfaffernoschke. Zur Deutschen Demokratischen Republik bestanden ab dem 13. April 1973 diplomatische Beziehungen.
Der erste Botschafter von Obervolta in der Bundesrepublik Deutschland war ab dem 23. März 1962 Christophe Kalenzaga. Ihm folgte 1964 Henri Guissou. Ab 2012 war Marie Odile Bonkoungou Balima und seit dem 10. November 2015 ist Simplice Honoré Guibila Botschafter von Burkina Faso in Deutschland. Die burkinische Botschaft befindet sich in einer von Max Werner entworfenen, in den 1910er Jahren gebauten und unter Denkmalschutz stehenden Villa am Karolingerplatz im Berliner Ortsteil Westend. 1959 erfolgte der Umbau nach einem Entwurf von Otto Block.

## Wirtschaft
Burkina Faso belegte 2020 Platz 125 von 239 weltweiten Handelspartnern bei den deutschen Ausfuhren und Einfuhren. Die deutschen Ausfuhren hatte 2020 einen Wert von 97 Mio. Euro, die Ausfuhren von 53 Mio. Euro.
Haupteinfuhrgüter aus Burkina Faso waren mit 63,5 Prozent am Wert der Gesamteinfuhren Nahrungsmittel gefolgt von Rohstoffen mit 31,9 Prozent. Hauptausfuhrgüter nach Burkina Faso waren mit 27,4 Prozent am Wert der Gesamtausfuhren Maschinen gefolgt von chemischen Erzeugnissen mit 16,4 Prozent, Kraftfahrzeugen und -teilen mit 12,5 Prozent und Getränken/Tabak mit 11,8 Prozent.

## Asyl, Migration und Einbürgerung
118 Personen aus Burkina Faso stellten 2022 einen Asylantrag in Deutschland.
2021 erhielten 75 burkinische Staatsangehörige die deutsche Staatsangehörigkeit durch Einbürgerung.
Bekannte burkinische Staatsangehörige, die in Deutschland leben, sind, neben Fußballern, Diébédo Francis Kéré und Ezé Wendtoin.

## Kultur und Tourismus
Seit Juli 2008 hat das Goethe-Institut ein Verbindungsbüro in Ouagadougou, anfangs zur kulturellen Programmarbeit. Die Sprachabteilung wurde 2022 eröffnet. 100.000 Schüler lernen in Burkina Faso Deutsch als zweite Fremdsprache. An der Universität Ouagadougou wurde 1982 eine Deutsch-Abteilung eingerichtet. Rund 3.300 Deutsch-Studenten gibt es in Burkina Faso.
Der Tourismus ist in Burkina Faso kaum entwickelt. Die Sicherheitslage ist angespannt. Es gilt eine Teil-Reisewarnung des deutschen Auswärtigen Amtes. In ganz Burkina Faso besteht die erhebliche Gefahr von Entführungen und krimineller Übergriffe einschließlich räuberischer Kriminalität.

## Bildung
Der Deutsche Akademische Austauschdienst (DAAD) ermöglicht jedes Jahr Stipendiaten aus beiden Ländern einen Aufenthalt im jeweils anderen Staat. Im Jahr 2021 kamen dabei 13 Geförderte aus Deutschland nach Burkina Faso, während 121 geförderte Burkiner Deutschland besuchten.

## Entwicklungszusammenarbeit
Seit 1973 ist die Deutsche Gesellschaft für Internationale Zusammenarbeit (GIZ) in Burkina Faso tätig. Seit 1987 hat sie ein Landesbüro in Ouagadougou. Ende 2021 hatte das GIZ 331 nationale Mitarbeiter in Burkina Faso, 23 internationale Mitarbeiter und sechs Entwicklungshelfer. Schwerpunkte der Tätigkeit sind nachhaltige Landwirtschaft, Dezentralisierung sowie Trinkwasser- und Sanitärversorgung.

## Sicherheitspolitische Zusammenarbeit
Seit 2019 unterstützt Deutschland die Sicherheitskräfte von Burkina Faso im Rahmen der Ertüchtigungsinitiative der Bundesregierung in den Bereichen Ausbildung, Ausstattung und Sicherheitssektorreform.

## Sport
Mannschaften und Sportler aus Deutschland und Burkina Faso treffen eher selten aufeinander. Die deutsche Fußballnationalmannschaft der Herren und die Burkinische Fußballnationalmannschaft der Herren trafen bislang noch nicht aufeinander.
Deutsche Fußballtrainer der burkinischen Fußballnationalmannschaft der Herren waren: Otto Pfister (1976–1978), Heinz-Peter Überjahn (1988–1990) und Gernot Rohr (2015).
Einige burkinische Fußballspieler waren oder sind auch in deutschen Fußballvereinen aktiv, darunter Alassane Ouédraogo, Moise Bambara, Wilfried Sanou und Edmond Tapsoba.

## Deutsche Einrichtungen in Burkina Faso
- Deutsche Botschaft Ouagadougou
- Goethe-Institut in Ouagadougou